# Metapneumovirus humano
El metapneumovirus humano (hMPV) es un virus de ARN monocatenario de polaridad negativa perteneciente a la familia Pneumoviridae, género Metapneumovirus. Fue identificado por primera vez en 2001 en los Países Bajos y desde entonces ha sido reconocido como una causa frecuente de infecciones respiratorias agudas, especialmente en niños pequeños, adultos mayores y personas inmunocomprometidas.
Puede provocar enfermedad respiratoria de gravedad variable, sobre todo en niños y en adultos mayores. Es una de las causas más comunes de enfermedad aguda de las vías respiratorias en niños menores de 5 años en Estados Unidos. Se diagnostica mediante la reacción en cadena de la polimerasa o cultivo celular. Está emparentado con el metapneumovirus aviar que causa enfermedad de vías respiratorias en aves.

## Historia
Fue descubierto en Países Bajos, en el año 2001. A finales del 2024 e inicio del 2025, ocurrió un brote de este virus en China, que habría producido cierta saturación en algunos hospitales.

## Síntomas
El metapneumovirus humano suele causar enfermedad respiratoria de carácter leve, sin embargo los niños pequeños, ancianos y personas con inmunodeficiencia pueden presentar complicaciones severas, como neumonía y precisar hospitalización. Los síntomas más frecuentes son fiebre, tos, secreción nasal (rinorrea) y molestias faríngeas. En los casos graves existen sibilancias, sensación de falta de aire (disnea) e hipoxia. La infección puede cursar también sin ninguna sintomatología.

## Epidemiología
El ser humano es el único huésped conocido del metapneumovirus humano (hMPV), y su transmisión ocurre principalmente de persona a persona. El virus se propaga a través de la inhalación de pequeñas gotas respiratorias expulsadas al toser, estornudar o hablar, así como por el contacto con superficies contaminadas. También puede transmitirse por contacto directo, como besos o compartir utensilios y objetos personales.
El hMPV está presente en todo el mundo. En regiones templadas, su incidencia es estacional, con picos durante el invierno y la primavera, aunque puede circular durante todo el año a niveles bajos. Estudios serológicos han mostrado que casi todos los niños han sido expuestos al virus antes de los cinco años de edad, aunque las reinfecciones son frecuentes.
En un estudio realizado en Estados Unidos, fue responsable del 12% de los casos de enfermedad aguda del tracto respiratorio en niños que asistieron a consulta ambulatoria y causó el 15% y 8% de los casos de neumonía adquirida en la comunidad que precisaron hospitalización en niños menores de 5 años y mayores de 5 años respectivamente. El virus se distribuye en todo el mundo, en las regiones templadas tiene una distribución estacional. Estudios serológicos han demostrado que a los cinco años de edad, prácticamente todos los niños han estado expuestos al virus, sin embargo las reinfecciones son comunes. Los niños prematuros, las personas con déficit de inmunidad, los afectados por asma y enfermedad pulmonar obstructiva crónica (EPOC) y los adultos mayores 65 años tienen riesgo más alto de padecer enfermedad grave y hospitalización.

## Evolución
El metapneumovirus humano fue descrito por primera vez en el año 2001, sin embargo estudios retrospectivos han demostrado que estaba circulando al menos desde 1950. El metapneumovirus aviar, con el que está muy relacionado y del que probablemete procede, fue descubierto en los años 70 del siglo XX, aunque se cree que existía al menos desde 1800. Existen cuatro linajes de metapneumovirus humano: A1, A2, B1 y B2. El metapneumovirus aviar tiene también cuatro variantes: A, B, C y D.